# Lepidotrigla umbrosa
Lepidotrigla umbrosa är en fiskart som beskrevs av Ogilby, 1910. Lepidotrigla umbrosa ingår i släktet Lepidotrigla och familjen knotfiskar. Inga underarter finns listade i Catalogue of Life.